# Station Lipińskie Małe
Station Lipińskie Małe is een spoorwegstation in de Poolse plaats Lipińskie Małe.